# Paul Reaney
Paul Reaney est un footballeur anglais né le 22 octobre 1944 à Londres. Il évoluait au poste d'arrière droit.

## Biographie

### En club
Formé à Leeds United, Paul Reaney est un joueur important de l'histoire de ce club,,,.
Il est d'abord Champion d'Angleterre de deuxième division lors de la saison 1963-1964,.
Il est finaliste de la Coupe d'Angleterre en 1965,.
Avec Leeds, il est Champion d'Angleterre à deux reprises en 1969 et en 1974,.
Leeds dispute la Coupe des villes de foires : il est finaliste de la Coupe des villes de foires en 1967,.
Lors de la saison 1967-1968, Reaney remporte la Coupe de la Ligue anglaise,.
Il gagne cette fois-ci la Coupe des villes de foires en 1968 : il dispute toutes les rencontres de la compétition.
Leeds accède alors à la consécration nationale en remportant la première division anglaise en 1969,.
A nouveau vainqueur de la Coupe des villes de foires en 1970-71 : Leeds remporte la compétition après une double-confrontation 3-3 sur les buts marqués à l'extérieur.
Reney remporte la Coupe d'Angleterre en 1972,.
Lors de la saison suivante, Leeds arrive en finale de la Coupe des vainqueurs de coupe en 1973. Reaney joue la finale perdue contre le Milan AC 0-1,.
Après un nouveau titre de Champion d'Angleterre en 1973-74, Leeds échoue en finale de la Coupe des clubs champions en 1974-75,. Reaney dispute la finale perdue contre le Bayern Munich 0-2.
Il rejoint Bradford City en 1978,.
Reaney part en Australie représenter le Newcastle KB United (en) en 1981,.
Paul Reaney joue au total 481 matchs pour 6 buts marqués en première division anglaise. Au sein des compétitions européennes, il dispute 14 matchs de Coupe des clubs champions, huit matchs de Coupe des vainqueurs de coupe et 54 matchs de Coupe des villes de foire/Coupe UEFA.

### En équipe nationale
International anglais, il reçoit trois sélections en équipe d'Angleterre entre 1968 et 1971,.
Il joue son premier match en équipe nationale le 11 décembre 1968, contre la Bulgarie en amical (match nul 1-1 à Londres).
Son deuxième match en équipe nationale le 10 décembre 1969, contre le Portugal en amical (victoire 1-0 à Londres).
Son dernier match a lieu le 3 février 1971 dans le cadre des qualifications pour l'Euro 1972 contre Malte (victoire 1-0 à Gżira).

## Palmarès
Leeds United
| - Championnat d'Angleterre (2) : - Champion : 1968-69 et 1973-74. - Vice-champion : 1964-65, 1965-66, 1969-70, 1970-71 et 1971-72. - Championnat d'Angleterre de deuxième division (1) : - Champion : 1963-64. - Coupe d'Angleterre (1) : - Vainqueur : 1971-72. - Finaliste : 1964-65 et 1972-73. |  | - Coupe de la Ligue anglaise (1) : - Vainqueur : 1967-68. - Charity Shield (1) : - Vainqueur : 1969. - Finaliste : 1974. - Coupe des villes de foires (2) : - Vainqueur : 1967-68 et 1970-71. - Finaliste : 1966-67. |  | - Coupe d'Europe des vainqueurs de coupe : - Finaliste : 1972-73. - Coupe des clubs champions : - Finaliste : 1974-75. |